# Knock, ovvero il trionfo della medicina
(Knock)
Knock, ovvero il trionfo della medicina (Knock ou Le triomphe de la médecine) è la più conosciuta opera teatrale di Jules Romains, scritta nel 1923. Nei quattro anni che seguirono venne messo in scena circa 1400 volte.

## Trama
Stanco della sua intellettualmente e finanziariamente piatta vita nello sperduto paesino di Saint-Maurice, il dottor Parpalaid, medico condotto del villaggio, prevedendo di trasferirsi in una grande città, forse Lione, offre il suo posto a un dottore poco più che quarantenne, tale Knock. Durante il colloquio tra i due, Knock si informa sulla tipologia dei pazienti di Parpalaid con domande abbastanza precise, indagatorie e di natura privata. Scopre così, dispiaciuto, che a Saint-Maurice la maggior parte delle persone gode di ottima salute.
Appena arrivato al paese fa così annunciare che si rende disponibile per consultazioni gratuite il lunedì. Consultazioni che si rivelano essere ben presto fruttuose: Knock è abilissimo nell'insinuare nel suo interlocutore l'idea di essere in realtà ammalato e di aver bisogno del suo aiuto. Riesce a instaurare per tutti una terapia di lungo corso, facendo affari col farmacista del paese Mousquet e trasformando il municipio in una clinica. I malati vengono anche dalle contrade vicine, nonostante le cifre che Knock è arrivato a chiedere. Parpalaid, venuto a sapere dei movimenti di pecunia a Saint-Maurice, torna da Knock tre mesi dopo, tentando di riottenere il suo vecchio posto, ma la forza oratoria di Knock convince lo stesso Parpalaid di essere ammalato, ottenendo di farsi curare.

## Contesto storico
La pièce ebbe subito fortuna per diversi motivi. Prima di tutto a causa della satira sui medici, ma soprattutto per il fatto che nella pièce, scritta in un'epoca dove le prime pubblicità di stampo intensivo venivano esportate da oltre Atlantico in Europa (con favorevoli effetti), Romains ipotizzò di applicare la pubblicità alla medicina, sortendo esiti comici.

## Trasposizioni radiofoniche
In lingua italiana ci sono stati due diversi adattamenti radiofonici di Knock ou Le triomphe de la médecine:
- Knock ovvero Il trionfo della medicina, adattato e tradotto da Silvano D'Arborio, regia di Sergio Tofano, trasmessa il 7 dicembre 1953[1].
- Knock o Il trionfo della medicina, adattato e tradotto da Belisario Randone, regia di Carlo Di Stefano, trasmessa il 21 febbraio 1967[2].

## Trasposizioni cinematografiche

Federico Collino, Nietta Zocchi e Sergio Tofano nel 1956

Ci sono state diversi adattamenti cinematografici. Tra questi: 
- Knock, ou le triomphe de la médecine (1925) con Fernand Fabre per la regia di René Hervil.
- Knock, ou le triomphe de la médecine (1933) con Louis Jouvet per la regia di Roger Goupillières.
- Knock ovvero il trionfo della medicina (Knock) (1951) con Louis Jouvet per la regia di Guy Lefranc.
- Dr. Knock (Knock) (2017) con Omar Sy per la regia di Lorraine Lévy

### Per la televisione
- Knock o Il trionfo della medicina, regia di Sergio Tofano e Lyda C. Ripandelli, trasmessa il 21 dicembre 1956[3]
- Knock o Il trionfo della medicina, regia di Vittorio Cottafavi, con Alberto Lionello, trasmessa il 13 gennaio 1967[4].